# Lisa Angell
Lisa Angell (* 21. September 1968 in Paris; bürgerlich Lisa Vetrano) ist eine französische Sängerin. Sie vertrat im Mai 2015 Frankreich beim Eurovision Song Contest 2015 in Wien.

## Leben
Geboren in Paris als Tochter eines italienischen Vaters, war sie bereits im Alter von elf bis 14 Jahren in diversen Radiowettbewerben zum Karneval von Nizza zu hören, bei denen sie viermal in Folge gewann. Mit 15 begann sie eine klassische Gesangsausbildung Musikkonservatorium von Nizza, das sie aber frühzeitig abbrach. Danach sang sie ihre Lieder in Piano-Bars entlang der Côte d’Azur. Im Jahr 2001 entschied sie sich, zurück nach Paris zu ziehen und traf dort auf Didier Barbelivien, der in folgenden Jahren als ihr Komponist tätig war. 2009 wurde sie von Dani Lary in die Sendung Le Château des secrets eingeladen, was sie in Verbindung mit Patrick Sébastien brachte, der 2011 ihr Debütalbum Les Divines produzierte. Es erreichte Platz 31 in den französischen und Platz 86 in den belgischen Charts. Philippe Swan produzierte ihr zweites Album Des mots, dessen Titelsong Je saurai t'aimer eine Coverversion eines Titels von Mélanie Cohl und Céline Dion (in diesem Fall unter dem Titel The Power of Love). Im September 2013 trat sie in der Sendung Les Chansons d'abord auf, die 2014 als Format für die französische Vorentscheidung zum Eurovision Song Contest 2014 gedient hatte.
Der Sender France 2, der seit 2015 für die französische Teilnahme beim ESC zuständig ist, gab am 23. Januar 2015 bekannt, dass Angell Frankreich mit dem Lied N'oubliez pas (dt.: "Vergesst nicht") beim 60. ESC vertreten wird. Beim Songcontest in Wien landete sie schließlich auf Platz 25.

## Diskografie
Alben
- 2011: Les Divines
- 2013: Des mots...
- 2014: Frou Frou
- 2015: Lisa Angell

Singles
- 2015: N’oubliez pas

## Filmografie
- 2011: Vivement dimanche
- 2012: Chabada
- 2013–2014: Hier encore
- 2014–2015: Le grand show